# Bissiga (departamento)
Bissiga é um departamento ou comuna da província de Boulgou no Burkina Faso. A sua capital é a cidade de Bissiga.
Em 1 de julho de 2018 tinha uma população estimada em 36820 habitantes.